# Pedro Bautista Pino
Pedro Bautista Pino (Galisteo, Nuevo México 1752 - ibídem, 19 de abril de 1829) fue un abogado y diputado novohispano durante las Cortes de Cádiz.

## Semblanza biográfica
Fue militar y hacendado en las inmediaciones Galisteo. El 11 de junio de 1810 fue elegido diputado para representar a la provincia de Santa Fe de Nuevo México en las Cortes de Cádiz. Llegó a Cádiz el 12 de julio de 1812, ya votada la Constitución.Tomó posesión de su nombramiento el 5 de agosto de 1812.
Formó parte de la expedición del gobernador Juan Bautista de Anza contra los comanches en la que falleció el jefe de éstos Cuerno Verde, consiguiéndose la paz. En 1804 avaló al comerciante Jean Baptiste La Lande (Sainte Genevieve, Missouri, USA, 1778- Santa Fe, Nuevo México, 1821) que había llegado a Nuevo México por cuenta de unos comerciantes norteamericanos de Kaskasia (Illinois, USA).
Fue autor de Exposición sucinta y sencilla de la provincia de Nuevo México, publicada en Cádiz en 1812 y vuelto a publicar en México en 1839 y 1849, con adiciones de Antonio Barreiro y José Agustín Escudero, como Noticias históricas y estadísticas de la antigua provincia de Nuevo México por su diputado en Cortes, documento que presentó como un compendio de su exposición. Solicitó la concesión de un obispado y la instalación de seminarios para su provincia. Pidió licencia el 8 de abril de 1813. Durante el trienio liberal nuevamente fue diputado, destacó por defender la libertad de comercio ultramarino, especialmente para el puerto de Guaymas (Sonora, México). Se opuso al estanco del tabaco. Murió el 19 de abril de 1829, fue sepultado en su hacienda. En su ciudad se escucha un refrán que dice: "Don Pedro Pino fue, don Pedro Pino vino". 